# بخشنده دون
بخشنده دون یا بخشنده فرومایه (Indian giver) یک عبارت تحقیرآمیز آمریکایی است که برای توصیف شخصی که «هدیه» می‌دهد و بعداً آن را پس می‌گیرد یا در ازای آن هدیه انتظار چیزی برابر آن را دارد به کار برده می‌شود. این بر اساس سوء تفاهم‌های فرهنگی است که بین نخستین استعمارگران اروپایی و مردم بومی که با آنها تجارت می‌کردند اتفاق افتاده‌است. اغلب اروپائیان تبادل از اقلام به عنوان مشاهده هدیه ناشی از حس حق به هدیه، باور آنها چیزی بدهکار در بازگشت به مردم بومی که سخاوتمندانه با آنها بودند، در حالی که مردم بومی دیدند تبادل به عنوان شکلی از تجارت یا مساوی انتظارات متفاوتی از مهمانان آنها وجود داشت.
این عبارت برای توصیف یک کار زشت یا معاملات مشکوک تجاری به کار برده می‌شود. این عبارت بی‌احترامی تلقی می‌شود و استفاده از آن برای بسیاری از افراد با پیشینه بومی توهین آمیز است.

## ریشه‌شناسی
به گفته محقق دیوید ویلتون، این عبارت از یک سوء تفاهم فرهنگی ناشی شده‌است که وقتی اروپایی‌ها برای نخستین بار در هنگام ورود به آمریکای شمالی در سده پانزدهم با بومیان آمریکایی برخورد کردند. اروپایی‌ها تصور می‌کردند که از سرخپوستان هدایایی دریافت می‌کنند، در حالی که بومیان آمریکایی معتقد بودند که آنها در کاری که برای اروپایی‌ها به عنوان مبادله معروف بود، مشغول بودند. این امر باعث شد بومیان آمریکایی رفتار اروپایی‌ها را سخاوتمندانه و توهین آمیز بدانند.

## کاربرد
این عبارت برای نخستین بار در سال ۱۷۶۵ توسط توماس هاچینسون، که دهنده سرخ‌پوست را به عنوان «هدیه ای که برای آن بازده برابر در نظر گرفته می‌شود» توصیف کرد، که نشان می‌دهد این عبارت در ابتدا به مبادله ساده هدایا اشاره داشت. اما در سال ۱۸۶۰، در فرهنگ واژگان آمریکایی گرایی جان راسل بارتلت، بارتلت گفت این عبارت توسط بچه‌ها در نیویورک به معنی «کسی که هدیه می‌دهد و سپس آن را پس می‌گیرد» به کار می‌رود.
در سال ۱۹۷۹، این عبارت در نشریات اصلی رسانه ای مورد استفاده قرار گرفت، اما در کتاب رنگ واژه ها(۱۹۹۷): فرهنگ واژگان تعصب قومی در ایالات متحده، نویسنده و ویراستار فیلیپ اچ هربست می‌گوید که اگرچه این عبارت اغلب توسط کودکان بی گناه به کار می‌رود، ممکن است به عنوان توهین آمیز تفسیر شود، و The Copyeditor's Handbook (1999) آن را قابل اعتراض توصیف می‌کند.